# Paolo Agostini
Paolo Agostini (ur. ok. 1583 w Vallerano, zm. 3 października 1629 w Rzymie) – włoski kompozytor okresu baroku, organista.
Uczeń i zięć Giovanniego Bernardina Naniny. Pracował jako organista i kapelmistrz w Rzymie przy bazylice NMP na Zatybrzu i bazylice San Lorenzo in Damaso. Po rezygnacji Vincenzo Ugoliniego w 1626 roku został kapelmistrzem Cappella Giulia przy bazylice św. Piotra na Watykanie. Komponował wielogłosowe utwory o charakterze religijnym, głównie msze i motety. Ceniono zwłaszcza jego umiejętne posługiwanie się techniką kontrapunktu.